# بينيلوبي غيريرو
بينيلوبي غيريرو (بالإسبانية: Penelope Guerrero) هي ممثلة إسبانية، ولدت في 28 أبريل 1997 في جيريز في إسبانيا.

## روابط خارجية
- Penélope Guerrero على موقع IMDb (الإنجليزية)